# Gabriele Sima
Pour les articles homonymes, voir Sima.
Gabriele Sima, née le 25 février 1955 à Innsbruck (Autriche) et morte le 27 avril 2016 à Vienne (Autriche), est une chanteuse d'opéra autrichienne.

## Biographie
Gabriele Sima grandit à Salzbourg. Sa formation d'artiste lyrique se déroule au Mozarteum et à l'Académie de musique et d'arts du spectacle de Vienne. Elle mène une carrière internationale depuis 1979 et est particulièrement connue pour ses apparitions au Festival de Salzbourg, à l'Opéra national de Vienne et à l'Opéra de Zurich.
Son répertoire comprend des rôles aussi bien de soprano que de mezzo-soprano.